# Trypanosyllis parvidentata
Trypanosyllis parvidentata är en ringmaskart som beskrevs av Thomas H. Perkins 1981. Trypanosyllis parvidentata ingår i släktet Trypanosyllis och familjen Syllidae.
Artens utbredningsområde är Mexikanska golfen. Inga underarter finns listade i Catalogue of Life.